# Iryna Dowhań
Iryna Wołodymyriwna Dowhań (ukr. Ірина Володимирівна Довгань, ur. 25 stycznia 1962 w Jasynuwacie) – ukraińska wolontariuszka, w 2014 roku torturowana przez prorosyjskich separatystów, założycielka organizacji SEMA Ukraina, zajmującej się opieką nad kobietami dotkniętymi przemocą seksualną. Zdjęcie, przedstawiające Dowhań bitą przez kobietę w centrum Doniecka, obiegło świat i stało się symbolem tortur, jakich dopuszczali się prorosyjscy separatyści wobec Ukraińców.

## Życiorys
Przed wybuchem wojny w Donbasie prowadziła w Jasynuwacie sklep z używaną odzieżą, następnie gabinet kosmetyczny. Podczas pomarańczowej rewolucji jako jedna z nielicznych mieszkańców Doniecka głosowała na Wiktora Juszczenkę, reprezentującego kierunek proeuropejski. Po wybuchu wojny w 2014 roku wspierała armię ukraińską, dostarczając żołnierzom żywność, lekarstwa, ubrania i pieniądze.
24 sierpnia 2014 roku została porwana przez prorosyjskich separatystów. Została przez nich oskarżona o szpiegostwo. Według relacji Dowhań, w ciągu kilku dni była torturowana początkowo przez separatystów z Batalionu „Wostok”, a następnie przez ok. 20 mężczyzn pochodzących z Osetii Północnej. W wyniku wielokrotnego strzelania przez jednego z mężczyzn z pistoletu obok uszu doznała dużego uszkodzenia słuchu. Inni mężczyźni nazywali Dowhań faszystką i zmuszali ją do krzyczenia Sieg Heil! Podczas tortur mężczyźni grozili jej gwałtem zbiorowym.
25 sierpnia 2014 roku, po kilku dniach tortur, została owinięta flagą Ukrainy i przywiązana do słupa przy ruchliwym skrzyżowaniu w centrum Doniecka. Miała na szyi tekturową tabliczkę z napisem: Ona zabija nasze dzieci i jest agentką, a na głowie wieniec z ukraińskimi flagami. Podczas stania była bita i obrażana przez przechodniów. Łącznie stała przywiązana przez około trzy godziny. Bita przez jedną z kobiet Dowhań została sfotografowana przez fotoreportera Mauricio Limę. Po opublikowaniu w światowych mediach zdjęcia, 28 sierpnia dowódca Batalionu „Wostok” Aleksandr Chodakowski nakazał uwolnienie Dowhań.
Po opublikowaniu zdjęcia udało się ustalić tożsamość kobiety, która biła Dowhań. Była to handlarka pracująca na lokalnym targu.
Po uwolnieniu mieszkała m.in. w Mariupolu, następnie w Kijowie. Kilka tygodni po torturach Dowhań przemawiała w Radzie Praw Człowieka Organizacji Narodów Zjednoczonych, gdzie przedstawiła swoją relację z tortur. Jako bezpartyjna kandydowała z 47. okręgu jednomandatowego w wyborach parlamentarnych w 2014 roku. W wyborach zajęła siódme miejsce, zdobywając 4,16% głosów.
Założyła organizację SEMA Ukrajina, zajmującą się opieką nad kobietami, które doświadczyły przemocy seksualnej ze strony prorosyjskich separatystów.
Została odznaczona Orderem „Bohater Ludowy Ukrainy”.
Z zawodu jest ekonomistką, ma wykształcenie wyższe.